# Ashes Tour 2009
Die Ashes Tour 2009 war die Tour der australischen Cricket-Nationalmannschaft die die 65. Austragung der Ashes beinhaltete und wurde zwischen dem 1. Juni und 20. September 2009 ausgetragen. Die Ashes Series 2009 selbst wurde in Form von fünf Testspielen zwischen England und Australien ausgetragen. Austragungsorte waren jeweils englische Stadien. Die Tour, die Bestandteil der internationalen Cricket-Saison 2009 war, beinhaltete neben der Testserie eine Reihe weitere Spiele zwischen den beiden Mannschaften im Sommer 2009. Die Testserie wurde von England mit 2:1 gewonnen, die ODI-Serie gewann Australien mit 6:1 und die Twenty20 Serie endete unentschieden.

## Vorgeschichte
Beide Teams bestritten im Voraus die ICC World Twenty20 2009, in der Australien in der Vorrunde und England in der Super-8-Runde ausschieden. Davor bestritt Australien eine Tour in den Vereinigten Arabischen Emiraten gegen Pakistan und England hatte die West indies zu einer Tour zu Gast. Cardiff feierte beim 1. Test sein Debüt als Test-Stadion.

## Stadien
Die folgenden Stadien wurden für die Tour als Austragungsort vorgesehen und am 5. Mai 2009 festgelegt.
| Stadion                     | Stadt             | Kapazität | Spiele               |
| --------------------------- | ----------------- | --------- | -------------------- |
| Edgbaston Cricket Ground    | Birmingham        | 24.803    | 3. Test              |
| Sophia Gardens              | Cardiff           | 15.643    | 1. Test              |
| Emirates Durham             | Chester-le-Street | 17.000    | 7. ODI               |
| Trent Bridge                | Nottingham        | 15.350    | 5. & 6. ODI          |
| Headingley Stadium          | Leeds             | 17.000    | 4. Test              |
| The Oval                    | London            | 23.500    | 5. Test; 1. ODI      |
| Lord’s Cricket Ground       | London            | 30.000    | 2. Test; 2. & 4. ODI |
| Old Trafford Cricket Ground | Manchester        | 19.000    | 1. & 2. T20          |
| Rose Bowl                   | Southampton       | 6.500     | 3. ODI               |

## Kader
Australien benannte seinen Test.Kader am 20. Mai, und seine Limited-Overs-Kader am 11. August 2009.
England benannte seinen Test-Kader am 5. Juli und seine Limited-Overs-Kader am 17. August 2009. und seinen T20-Kader.

### Kaderlisten
| Test | Test | ODI | ODI | Twenty20 | Twenty20 |
| England | Australien | England | Australien | England | Australien |
| --- | --- | --- | --- | --- | --- |
| - Andrew Strauss (K) - James Anderson - Ian Bell - Ravi Bopara - Stuart Broad - Paul Collingwood - Alastair Cook - Andrew Flintoff - Steve Harmison - Graham Onions - Monty Panesar - Kevin Pietersen - Matt Prior (wk) - Ryan Sidebottom - Graeme Swann - Jonathan Trott | - Ricky Ponting (K) - Michael Clarke - Stuart Clark - Brad Haddin (wk) - Nathan Hauritz - Ben Hilfenhaus - Phillip Hughes - Michael Hussey - Mitchell Johnson - Simon Katich - Brett Lee - Graham Manou (wk) - Andrew McDonald - Marcus North - Peter Siddle - Shane Watson | - Andrew Strauss (K) - James Anderson - Ravi Bopara - Tim Bresnan - Stuart Broad - Paul Collingwood - Joe Denly - Andrew Flintoff - Eoin Morgan - Matt Prior (wk) - Adil Rashid - Owais Shah - Ryan Sidebottom - Graeme Swann - Luke Wright | - Ricky Ponting (K) - Nathan Bracken - Michael Clarke - Callum Ferguson - Brad Haddin (wk) - Nathan Hauritz - Ben Hilfenhaus - James Hopes - Michael Hussey - Mitchell Johnson - Brett Lee - Tim Paine (wk) - Peter Siddle - Shane Watson - Cameron White | - Paul Collingwood (K) - James Anderson - Ravi Bopara - Tim Bresnan - Stuart Broad - Joe Denly - Andrew Flintoff - Eoin Morgan - Matt Prior (wk) - Adil Rashid - Owais Shah - Ryan Sidebottom - Graeme Swann - Jonathan Trott - Luke Wright | - Michael Clarke (K) - Callum Ferguson - Brad Haddin (wk) - Nathan Hauritz - Ben Hilfenhaus - David Hussey - Mitchell Johnson - Brett Lee - Dirk Nannes - Adam Voges - David Warner - Shane Watson - Cameron White |

## Tour Matches
| 24. – 26. Juni Scorecard | Hove | Australians 349-7d (90) & 379-7d (95.1) | – | Sussex 311 (80.2) & 373-7 (89) |
|                          |      | Remis                                   |   |                                |

| 1. – 4. Juli Scorecard | Worcester | Australians 358 (96.4) & 438-4d (103) | – | Northamptonshire 352 (96) & 162-4 (47.2) |
|                        |           | Remis                                 |   |                                          |

| 24. – 26. Juli Scorecard | Northampton | Australians 308-8d (79) & 270-3d (53) | – | Northamptonshire 226-7d (49.3) & 217 (64,1) |
|                          |             | Australien gewinnt mit 135 Runs       |   |                                             |

| 15. – 16. August Scorecard | Northampton | England Lions 340-9d (81)       | – | Australians 237 (80.4) |
|                            |             | Australien gewinnt mit 103 Runs |   |                        |

Ursprünglich sollte Australien dieses Spiel gegen Kent absolvieren, jedoch qualifizierten diese sich für den Finaltag des Twenty20 Cup 2009 zur gleichen Zeit.

### ODI in Irland
| 27. August Scorecard | Belfast | England 203-9 (50)                      | – | Irland 113-9 (20) |
|                      |         | England gewinnt mit 3 Runs (D/L method) |   |                   |

### ODI in Schottland
| 28. August Scorecard | Edinburgh | Australien 345 (50)             | – | Schottland 156 (39.3) |
|                      |           | Australien gewinnt mit 180 Runs |   |                       |

## Tests

### Erster Test in Cardiff
| 8. – 12. Juli Scorecard | Cardiff | England 435 (106.5) & 252-9 (105) | – | Australien 674-6d (181) |
|                         |         | Remis                             |   |                         |

Nachdem Australien bis auf ein Wicket an einem Innings-Sieg vorgedrungen war, sicherten die beiden verbliebenen englischen Batsmen James Anderson und Monty Panesar über die letzten 11.3 Overn das Remis.

### Zweiter Test auf dem London (Lord’s)
| 15. – 20. Juli Scorecard | London (Lord’s) | England 425 (101.4) & 311-6d (71.2) | – | Australien 215 (63) & 406 (107) |
|                          |                 | England gewinnt mit 115 Runs        |   |                                 |

Es war das erste Mal seit 1934 das England einen Ashes-Test in Lord’s gewinnen konnte. England wurde auf Grund zu langsamer Spielweise mit einer Geldstrafe belegt.

### Dritter Test in Birmingham
| 30. Juli – 3. August Scorecard | Birmingham | Australien 263 (70.4) & 375-5 (112.2) | – | England 376 (93.3) |
|                                |            | Remis                                 |   |                    |

### Vierter Test in Leeds
| 7. – 9. August Scorecard | Leeds | England 102 (33.5) & 263 (61.3)                  | – | Australien 445 (104.1) |
|                          |       | Australien gewinnt mit einem innings und 80 Runs |   |                        |

### Fünfter Test im London (Oval)
| 20. – 24. August Scorecard | London (Oval) | England 332 (90.5) & 373-9d (95) | – | Australien 160 (52.5) & 348 (102.2) |
|                            |               | England gewinnt mit 197 Runs     |   |                                     |

## Twenty 20 International

### Erstes Twenty20 in Manchester
| 30. August Scorecard | Manchester | Australien 145-4 (20) | – | England 4-2 (1.1) |
|                      |            | No Result             |   |                   |

### Zweites Twenty20 in Manchester
| 1. September Scorecard | Manchester | England  | – | Australien |
|                        |            | Abgesagt |   |            |

## One-Day International

### Erstes ODI in London (Oval)
| 4. September Scorecard | London (Oval) | Australien 260-5 (50)         | – | England 256-8 (50) |
|                        |               | Australien gewinnt mit 4 Runs |   |                    |

### Zweites ODI in London (Lord’s)
| 6. September Scorecard | London (Lord’s) | Australien 249-8 (50)          | – | England 210 (46.1) |
|                        |                 | Australien gewinnt mit 39 Runs |   |                    |

### Drittes ODI in Southampton
| 9. September Scorecard | Southampton | England 228-9 (50)               | – | Australien 230-4 (48.3) |
|                        |             | Australien gewinnt mit 6 Wickets |   |                         |

### Viertes ODI in London (Lord’s)
| 12. September Scorecard | London (Lord’s) | England 220 (46.3)               | – | Australien 221-3 (43.4) |
|                         |                 | Australien gewinnt mit 7 Wickets |   |                         |

### Fünftes ODI in Nottingham
| 15. September Scorecard | Nottingham | England 299 (50)                 | – | Australien 302-6 (48.2) |
|                         |            | Australien gewinnt mit 4 Wickets |   |                         |

### Sechstes ODI in Nottingham
| 17. September Scorecard | Nottingham | Australien 296-8 (50)           | – | England 185 (41) |
|                         |            | Australien gewinnt mit 111 Runs |   |                  |

### Siebtes ODI in Chester-le-Street
| 20. September Scorecard | Chester-le-Street | Australien 176 (45.5)         | – | England 177-6 (40) |
|                         |                   | England gewinnt mit 4 Wickets |   |                    |

## Statistiken
Die folgenden Cricketstatistiken wurden bei dieser Tour erzielt.
| Tests            | Tests      | Tests   | Tests   | Tests   | Tests   | Tests   | Tests   | Tests   |
| Batting          | Batting    | Batting | Batting | Batting | Batting | Batting | Batting | Batting |
| Spieler          | Mannschaft | Spiele  | Innings | Runs    | Average | HS      | 100s    | 50s     |
| ---------------- | ---------- | ------- | ------- | ------- | ------- | ------- | ------- | ------- |
| Andrew Strauss   | England    | 5       | 9       | 474     | 52,66   | 161     | 1       | 3       |
| Michael Clarke   | Australien | 5       | 8       | 448     | 64,00   | 136     | 2       | 2       |
| Ricky Ponting    | Australien | 5       | 8       | 385     | 48,12   | 150     | 1       | 2       |
| Marcus North     | Australien | 5       | 8       | 367     | 52,42   | 125*    | 2       | 1       |
| Simon Katich     | Australien | 5       | 8       | 341     | 42,62   | 122     | 1       | 1       |
| Bowling          |            |         |         |         |         |         |         |         |
| Spieler          | Mannschaft | Spiele  | Overs   | Wickets | Average | BBI     | 5W      | 10W     |
| Ben Hilfenhaus   | Australien | 5       | 180.5   | 22      | 27,45   | 4/60    | 0       | 0       |
| Peter Siddle     | Australien | 5       | 161.4   | 20      | 30,80   | 5/21    | 1       | 0       |
| Mitchell Johnson | Australien | 5       | 162.1   | 20      | 32,55   | 5/69    | 1       | 0       |
| Stuart Broad     | England    | 5       | 154.1   | 18      | 30,22   | 6/91    | 2       | 0       |
| Graeme Swann     | England    | 5       | 170.2   | 14      | 40,50   | 4/38    | 0       | 0       |

| ODIs             | ODIs       | ODIs    | ODIs    | ODIs    | ODIs    | ODIs    | ODIs    | ODIs    |
| Batting          | Batting    | Batting | Batting | Batting | Batting | Batting | Batting | Batting |
| Spieler          | Mannschaft | Spiele  | Innings | Runs    | Average | HS      | 100s    | 50s     |
| ---------------- | ---------- | ------- | ------- | ------- | ------- | ------- | ------- | ------- |
| Andrew Strauss   | England    | 7       | 7       | 267     | 38,14   | 63      | 0       | 2       |
| Cameron White    | Australien | 7       | 6       | 260     | 52,00   | 105     | 1       | 1       |
| Michael Clarke   | Australien | 6       | 6       | 253     | 50,60   | 62*     | 0       | 3       |
| Tim Paine        | Australien | 7       | 7       | 237     | 33,85   | 111     | 1       | 1       |
| Ricky Ponting    | Australien | 4       | 4       | 233     | 58,25   | 126     | 1       | 1       |
| Bowling          |            |         |         |         |         |         |         |         |
| Spieler          | Mannschaft | Spiele  | Overs   | Wickets | Average | BBI     | 5W      | 10W     |
| Brett Lee        | Australien | 6       | 53.1    | 12      | 22,91   | 5/49    | 1       | 0       |
| Shane Watson     | Australien | 7       | 44      | 10      | 22,00   | 3/36    | 0       | 0       |
| Mitchell Johnson | Australien | 6       | 49.3    | 10      | 26,40   | 3/24    | 0       | 0       |
| Graeme Swann     | England    | 5       | 40      | 9       | 19,00   | 5/28    | 1       | 0       |
| Nathan Hauritz   | Australien | 7       | 58      | 9       | 28,77   | 2/23    | 0       | 0       |

| Twenty20         | Twenty20   | Twenty20 | Twenty20 | Twenty20 | Twenty20 | Twenty20 | Twenty20 | Twenty20 |
| Batting          | Batting    | Batting  | Batting  | Batting  | Batting  | Batting  | Batting  | Batting  |
| Spieler          | Mannschaft | Spiele   | Innings  | Runs     | Average  | HS       | 100s     | 50s      |
| ---------------- | ---------- | -------- | -------- | -------- | -------- | -------- | -------- | -------- |
| Cameron White    | Australien | 1        | 1        | 55       | 55,00    | 55       | 0        | 1        |
| David Warner     | Australien | 1        | 1        | 33       | 33,00    | 33       | 0        | 0        |
| Michael Clarke   | Australien | 1        | 1        | 27       | –        | 27*      | 0        | 0        |
| Adam Voges       | Australien | 1        | 1        | 11       | –        | 11*      | 0        | 0        |
| Shane Watson     | Australien | 1        | 1        | 10       | 10,00    | 10       | 0        | 0        |
| Bowling          |            |          |          |          |          |          |          |          |
| Spieler          | Mannschaft | Spiele   | Overs    | Wickets  | Average  | BBI      | 5W       | 10W      |
| Paul Collingwood | England    | 1        | 4        | 2        | 10,00    | 2/20     | 0        | 0        |
| Stuart Broad     | England    | 1        | 4        | 2        | 16,50    | 2/33     | 0        | 0        |
| Mitchell Johnson | Australien | 1        | 0.1      | 1        | 1,00     | 1/1      | 0        | 0        |
| Brett Lee        | Australien | 1        | 1        | 1        | 3,00     | 1/3      | 0        | 0        |

## Player of the Series
Als Player of the Series wurden die folgenden Spieler ausgezeichnet.
| Serie | Player of the Series          |
| ----- | ----------------------------- |
| Test  | Michael Clarke Andrew Strauss |
| ODI   | Cameron White                 |

### Player of the Match
Als Player of the Match wurden die folgenden Spieler ausgezeichnet.
| Spiel   | Player of the Match |
| ------- | ------------------- |
| 1. Test | Ricky Ponting       |
| 2. Test | Andrew Flintoff     |
| 3. Test | Michael Clarke      |
| 4. Test | Marcus North        |
| 5. Test | Stuart Broad        |
| 1. ODI  | Callum Ferguson     |
| 2. ODI  | Mitchell Johnson    |
| 3. ODI  | Cameron White       |
| 4. ODI  | Brett Lee           |
| 5. ODI  | Ricky Ponting       |
| 6. ODI  | Tim Paine           |
| 7. ODI  | Graeme Swann        |